# Kaňov
Kaňov je rozlohou jedenáctý největší rybník Třeboňska. Leží v sousedství rybníka Rožmberk, několik kilometrů severozápadně od Třeboně.

## Historie
Rybník má jméno po rackovi chechtavém, kterým se na Třeboňsku říkalo káně. Rybník je doložen již před rokem 1515. Na rybníku pracovali tři renesanční rybníkáři Třeboňska. V roce 1515 byla hráz povyšována Štěpánkem Netolickým. Roku 1564 upravoval rybník Mikuláš Ruthard a zřídil na vnitřní straně hráze kamenný taras. O devět let později rybník velmi poškodila povodeň a téměř došlo k protržení hráze. Rybník byl nakonec upravován Jakubem Krčínem. Za posledních Rožmberků poblíž rybníka stála bažantnice, kde přesně není známo.

## Vodní režim
Je napájen ze Zlaté stoky, která rybník obtéká na straně krátké hráze. Dále Káňovským potokem od jihu (od Břílic), potokem od Dunajovic a potůčkem od Přeseky. Hráz je dlouhá 460 metrů. Výpust je tvořena dvěma neobvyklými troubami z čediče o průměru 0,5 metru hrazenými dřevěnými lopatami. Ústí do Rožmberka. Proto se na rybníku dělá výlov až po výlovu Rožmberka. Mezi hrází a Rožmberkem vede Zlatá stoka. Rybník je mělký a teplý. Nevyniká velikostí, ale množstvím ryb. Jeho břehy byly využívány jako pastviny.